# Alfred de Rauch

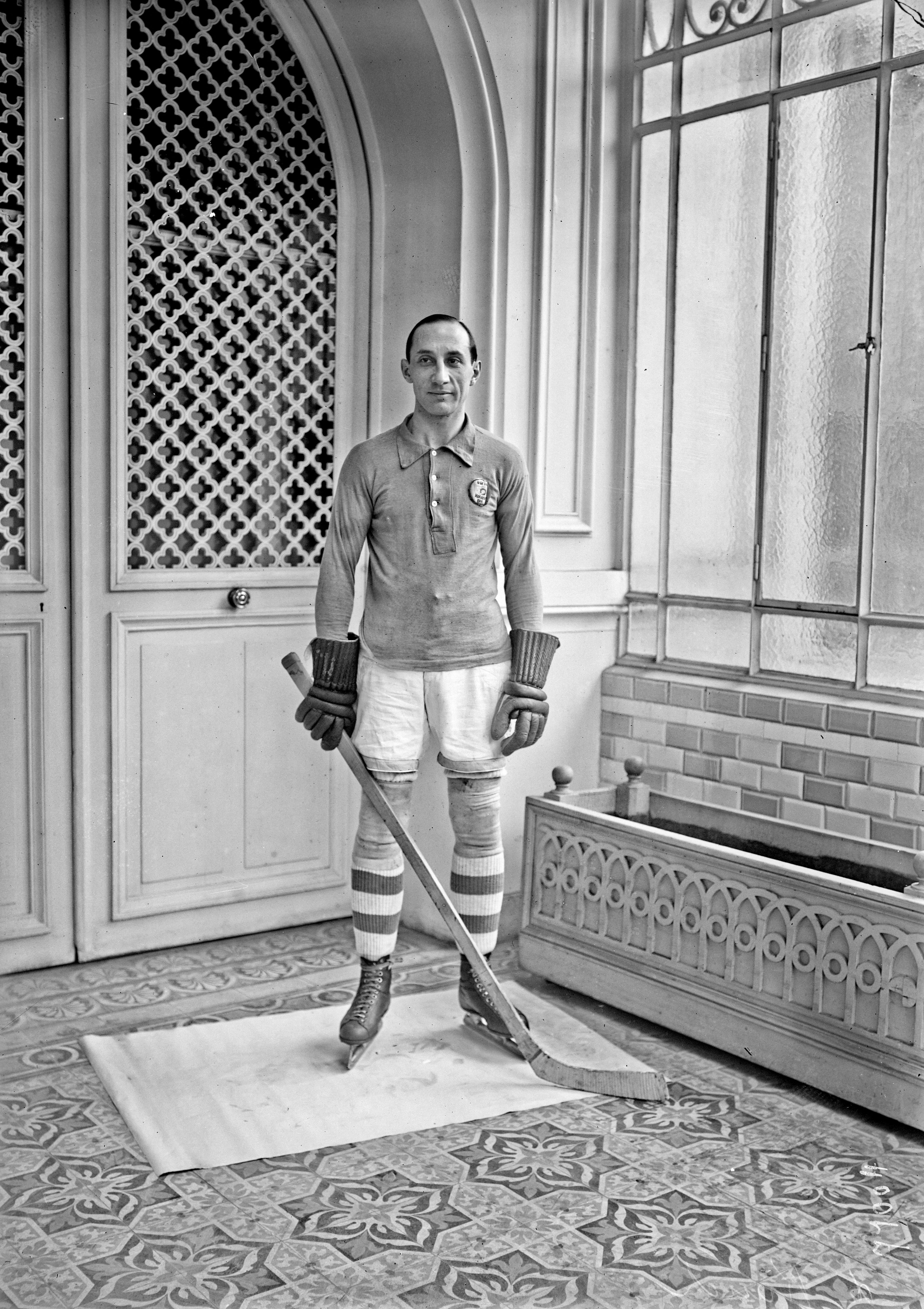
Alfred de Rauch (1922)

Alfred Jean Nicolas „Didi“ de Rauch (* 1. Juni 1887 in Warschau; † 25. November 1985 in Paris) war ein französischer Eishockeyspieler.

## Leben
Alfred de Rauch stammte aus einer prominenten und wohlhabenden französischen Familie mit Wurzeln in Bayern. Sein in St. Petersburg geborener Vater, Alfred Édouard Henri de Rauch, ehemaliger Oberst der russischen Garde, Ritter der Ehrenlegion, war Militärattaché in der französischen Botschaft in Russland. Alfred de Rauch wurde in Warschau (damals in Russland) geboren und wuchs in Sankt Petersburg  auf.
1916 heiratete er Madeleine de Rauch, die Tennisspielerin war und später eine berühmte Pariser Modedesignerin wurde, in Frankreich großen Ruhm erlangte und mit Coco Chanel und Jeanne Lanvin verglichen wurde. Sie eröffnete mit ihren Schwestern eine Boutique, die internationalen Ruhm erlangte. Alfreds Schwägerin Yvonne Bourgeois nahm 1924 als Tennisspielerin an den Olympischen Spielen teil.

## Karriere
Alfred de Rauch spielte ab 1908 Eishockey im Club des Patineurs de Paris, der 1921 in Club des Sports d'Hiver de Paris umbenannt wurde und dessen Kapitän er fast zwanzig Jahre lang war. Mit der Pariser Mannschaft gewann er in den Spielzeiten 1911/12 und 1921/22 jeweils den französischen Meistertitel. Zudem nahm er mit CP Paris an einer Vielzahl von internationalen Turnieren wie dem Coupe de Chamonix und der LIHG-Meisterschaft teil.
Seine sportlichen Aktivitäten wurden durch den Ersten Weltkrieg unterbrochen, während dessen er in der französischen Armee diente.
Alfred de Rauch nahm für die französische Eishockeynationalmannschaft an den Olympischen Sommerspielen 1920 in Antwerpen sowie den Olympischen Winterspielen 1924 in Chamonix und 1928 in St. Moritz teil. Bei der Europameisterschaft 1923 gewann er mit seiner Mannschaft die Silbermedaille. Bei der Europameisterschaft 1924 gewann er mit Frankreich sogar die Goldmedaille. Dabei bildete er mit Léonhard Quaglia und Albert Hassler eine der besten Offensiv-Reihen der 1920er Jahre.
Zwischen 1927 und 1928 war er als Spieler Mitglied des LIHG-Councils.
Neben seinem hervorragenden Puck- und Stock-Handling wurden sein Taktikverständnis und seine Führungsqualitäten gelobt. Außerdem wurden seine Schussgenauigkeit und seine Spielintelligenz, die seiner Zeit voraus war, erwähnt. Zudem war er langjähriger Kapitän für seine Vereinsmannschaften sowie die Nationalmannschaft. Einer seiner Teamkollegen in Paris, George Geran (der erste NHL-Spieler, der in Europa gespielt hat) erwähnte De Rauch als einen seiner drei Kameraden, die gut genug wären, um in einem Team in den USA zu spielen.
Neben dem Eishockeysport betrieb de Rauch auch Eisschnelllauf, Feldhockey und Rugby. 1932, im Alter von 45 Jahren, beendete er seine Spielerkarriere und war in den 1930er Jahren noch Schiedsrichter für die LIHG.

## Erfolge und Auszeichnungen
- 1912 Französischer Meister mit dem Club des Patineurs de Paris
- 1922 Französischer Meister mit dem Club des Patineurs de Paris
- 1923 Silbermedaille bei der Europameisterschaft
- 1924 Goldmedaille bei der Europameisterschaft